# 札束風呂

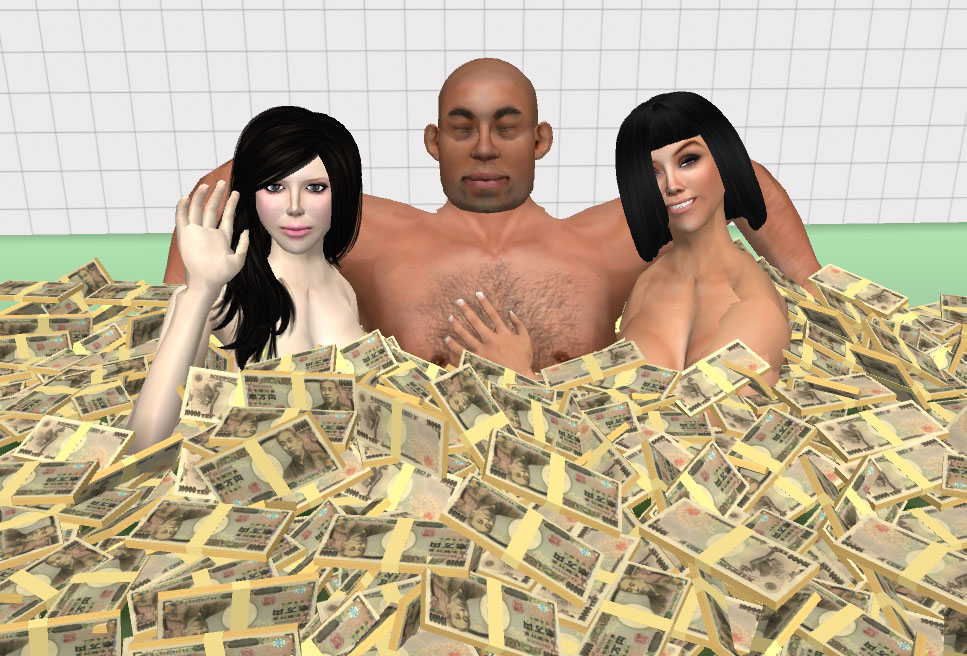
イメージ

札束風呂（さつたばぶろ）は、広告写真の一種。札束で満たされたバスタブの中に金持ちになった人物が入っている写真の通称である。

## 概要
札束風呂は、週刊誌など紙媒体の広告欄において、パワーストーンなど開運グッズの効果を表現するために用いられるイメージ画像である。その写真の多くに共通するものとして、開運グッズを購入したことによって突如大金持ちになった男性が、札束（多くは一万円札が用いられる）で満たされたバスタブに入り、傍らに美女をはべらせて笑みを浮かべる構図になっている。
人間の欲望を直接的に表現した札束風呂の写真は、写真自体のインパクトの強さや多くの開運グッズの広告に用いられてきたことから、開運商法の胡散臭さを示す代表的なイメージとして認識されている。

## 札束風呂の再現
2005年11月9日に放映されたフジテレビ系列のバラエティ番組『トリビアの泉 〜素晴らしきムダ知識〜』の1コーナー「トリビアの種」にて、バスタブを一万円札で一杯にするために必要な金額が検証された。内寸で長さ100cm、幅70cm、深さ50cmの日本の一般的なバスタブの大きさを模した透明なバスタブの中に成人男性のマネキン人形を置き、バスタブ一杯になるまでにする検証だった。本物の現金一億円で行うが全然足りなかった。しかし、これ以上の現金は用意できず上下は本物の紙幣で間が普通の紙になっている札束を入れて最大50億円まで入れられる形で再検証を行った。結果、25億6100万円が必要となった。なお、2005年当時のサラリーマンの平均年収は約444万円で、その金額に達するまでにはおよそ577年かかるとされた。
また、バーグハンバーグバーグが公開グループチャットアプリ「peep（ピープ）」の誇大広告として、人が入ったバスタブに胸元までをクッションや丸めた新聞紙で満たしてクリアファイルを敷いた上に200万円分の一万円札を均等に敷き詰めることにより、札束風呂を再現している。
他にもインターネットサービスプロバイダを主な事業としているニフティ株式会社が、IoTサービスの活用をユニークに表現しようと、クラウド（会場では無線で直接接続）を介したスマートフォンやPCでの制御によって、バスタブの近くに設置した射出機から遠隔地の風呂場にお札を降らせる「IoT札束風呂」のデモをブース展示で行った。